# Fuhrwesenkaserne
Die Fuhrwesenkaserne befand sich im 3. Wiener Gemeindebezirk in der Ungargasse.
Aus dem zwischen 1711 und 1819 bestehenden „Poststadel“ wurde später das „Militärverpflegungsmagazin“.
Nach der Revolution des Jahres 1848 wurde hier eine Kaserne eingerichtet. Bis zur Fertigstellung der Meidlinger Trainkaserne im Jahr 1905 war hier das „k.k. Fuhrwesen-Korps“ der k.u.k. Armee einquartiert. Nach 1905 wurde das Areal im Zuge der Kasernentransaktion mit zivilen Wohnhäusern verbaut und die Neulinggasse angelegt.